# Matujzy (stacja kolejowa)
Matujzy (lit. Matuizos, ros. Матуйзос) – stacja kolejowa w miejscowości Matujzy, w rejonie orańskim, w okręgu olickim, na Litwie. Leży na linii dawnej Kolei Warszawsko-Petersburskiej.
Od stacji odchodzi bocznica do fabryki Matuizu plytine.